# Чемпионат Европы по шоссейному велоспорту 2017 — групповая гонка (мужчины до 23 лет)

Групповая гонка среди мужчин до 23 лет на Чемпионате Европы по шоссейному велоспорту прошла 5 августа 2017 года.  Дистанция составила 160,8 км. Для участия в гонке были заявлены 157 спортсменов. На старт вышли 155, из которых финишировало 136 участников.
Титул чемпиона Европы  завоевал датский спортсмен Каспер Педерсен, показавший время 3ч 32' 43". На втором месте велогонщик из Франции Бенуа Конфруа (+ 02"), на третьем -  швейцарец Марк Хирши (+ 02").

### Итоговая классификация
| Место | Участник              | Страна       | Время     |
| ----- | --------------------- | ------------ | --------- |
| 1 -   | Каспер Педерсен       | (Дания)      | 3ч 31'04" |
| 2 -   | Бенуа Конфруа         | (Франция)    | + 02"     |
| 3 -   | Марк Хирши            | (Швейцария)  | + 02"     |
| 4     | Петр Рикунов          | (Россия)     | + 03"     |
| 5     | Кристоффер Халворсен  | (Норвегия)   | + 03"     |
| 6     | Фабио Якобсен         | (Нидерланды) | + 03"     |
| 7     | Имерио Чима           | (Италия)     | + 03"     |
| 8     | Йеспер Филипсен       | (Бельгия)    | + 03"     |
| 9     | Велтен, Брам          | (Нидерланды) | + 03"     |
| 10    | Зига Джерман          | (Словения)   | + 03"     |
|       |                       |              |           |
| 50    | Александр Куликовский | (Россия)     | + 03"     |
| 59    | Дмитрий Страхов       | (Россия)     | + 03"     |
| 113   | Степан Курьянов       | (Россия)     | + 2' 20"  |
| 118   | Александр Комин       | (Россия)     | + 4' 26"  |
| 131   | Роман Кустадинчев     | (Россия)     | + 10' 09" |